# Gassin
Gassin is een gemeente in het Franse departement Var (regio Provence-Alpes-Côte d'Azur) en telt 2800 inwoners (2005). De plaats maakt deel uit van het arrondissement Draguignan, en is lid van Les Plus Beaux Villages de France.
Bezienswaardigheden zijn de ruïnes van het kasteel van Grimaud (11e eeuw en ontmanteld in 1655 op bevel van kardinaal Mazarin) en van de verdedigingswallen, de kapel Notre-Dame-de-la-Consolation (11e eeuw, de voormalige parochiekerk) en de kerk Notre-Dame-de-l'Assomption.

## Geografie
De oppervlakte van Gassin bedraagt 24,7 km², de bevolkingsdichtheid is 113,4 inwoners per km².
De onderstaande kaart toont de ligging van Gassin met de belangrijkste infrastructuur en aangrenzende gemeenten.

## Demografie
Onderstaande figuur toont het verloop van het inwonertal (bron: INSEE-tellingen).

## Bekende inwoners
De psychoanalytica Marie Bonaparte is hier overleden (1962). De actrice Emmanuelle Béart (1963) groeide hier op. 

### Geboren
- Sarah Biasini (1977), actrice
- David Ginola (1967), voetballer
- Arthur Rinderknech (1995), tennisser